# Spruce Canyon Trail
Ne doit pas être confondu avec Spruce Tree House Trail.
Le Spruce Canyon Trail est un sentier de randonnée du comté de Montezuma, dans le Colorado, aux États-Unis. Protégé au sein du parc national de Mesa Verde, il dessert des sites pétroglyphiques depuis le Chapin Mesa Archeological Museum.